# Paryphodes nigristigma
Paryphodes nigristigma är en tvåvingeart som först beskrevs av Günther Enderlein 1924.  Paryphodes nigristigma ingår i släktet Paryphodes och familjen bredmunsflugor. Inga underarter finns listade i Catalogue of Life.